# Elodie
Elodie Di Patrizi (n. 3 mai 1990, Roma, Italia), cunoscută drept Elodie, este o cântăreață italiană.